# Hedwig Hartung
Hedwig Hartung (* 12. Januar 1914 in Berlin; † 26. Februar 1945 ebenda) war eine deutsche Widerstandskämpferin, SPD-Mitglied und NS-Opfer.

## Leben

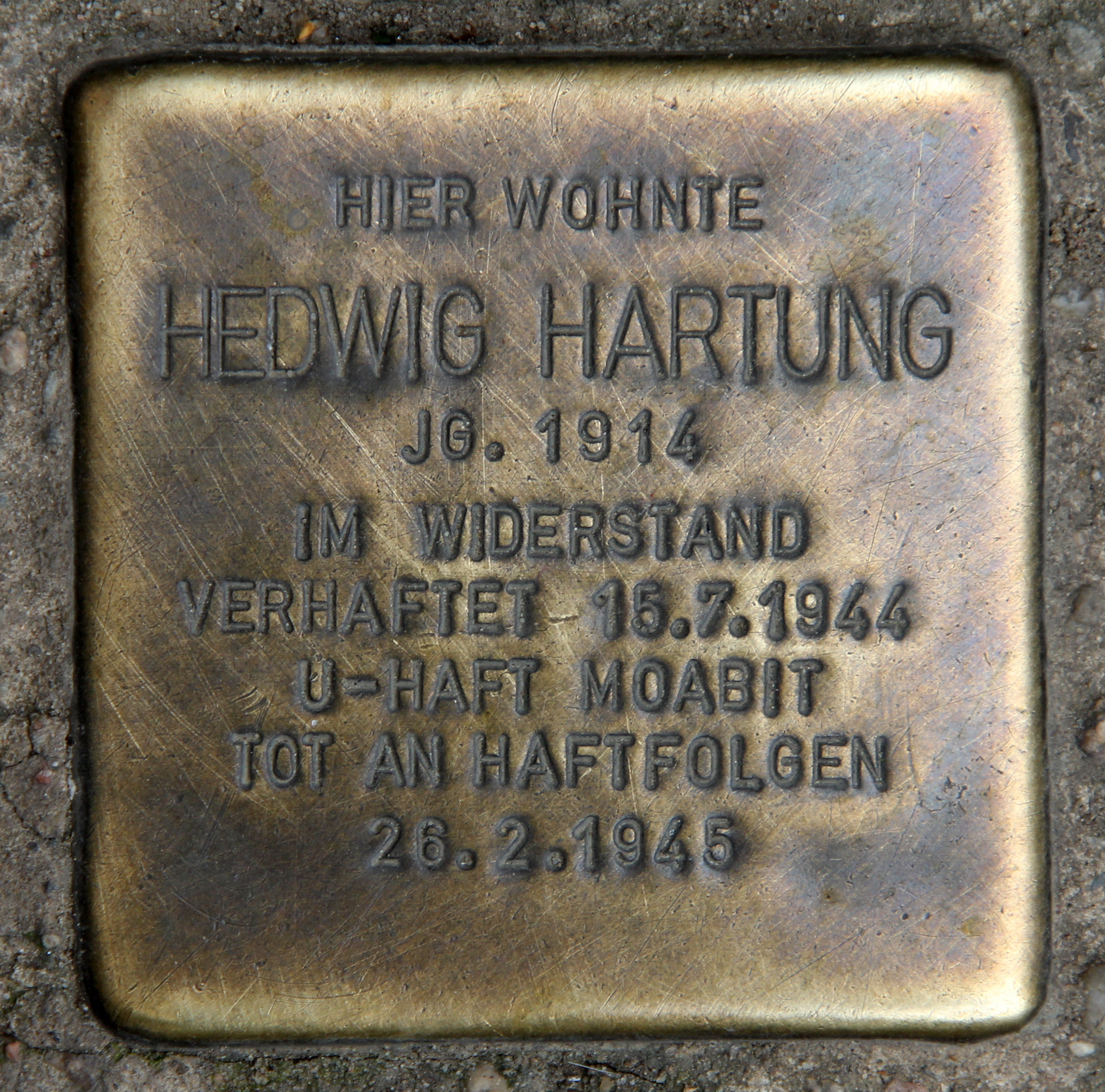
Stolperstein für Hedwig Hartung in der Kastanienallee 29

Hartung war die Tochter eines Optikers und hatte einen Bruder. Sie absolvierte nach dem Besuch der Volksschule im Berliner Friedrich-Fröbel-Haus eine Ausbildung zur Kindergärtnerin. Ab 1929 war sie Mitglied der Sozialistischen Arbeiter-Jugend (SAJ), später Mitglied der SPD und der SAP. Da sie 1933 wegen ihrer politischen Aktivitäten entlassen wurde, arbeitete sie in den folgenden Jahren als Verkäuferin, Sprechstundenhilfe und Stenotypistin.
Am 14. Oktober 1935 wurde Hartung zusammen mit Elisabeth Schumacher, die bei der Widerstandsgruppe „Neu Beginnen“ aktiv war, verhaftet und am 22. April 1936 vom Berliner Kammergericht freigesprochen. 1939 heiratete sie einen Herrn Sicker; die Ehe blieb kinderlos und sie ließ sich 1941 scheiden. Seit Anfang 1944 arbeitete sie in der Abteilung Wehrmachtpropaganda des Oberkommandos der Wehrmacht (OKW) als Sekretärin, wo sie den Unteroffizier Heinrich Werner kennenlernte, der für die Saefkow-Jacob-Bästlein-Organisation tätig war. Sie unterstützte ihn und nahm an geheimen Treffen der Organisation teil. Am 8. Juli 1944 begleitete sie Werner zu einem illegalen Treffen mit Erwin Freyer und der Bewegung „Nationalkomitee Freies Deutschland“ und wurde dabei Zeugin seiner Festnahme. Am 15. Juli 1944 wurde sie von der Gestapo verhaftet, zusammen mit Heinrich Werner und Erwin Freyer vor dem Volksgerichtshof angeklagt und am 18. September 1944 aus Mangel an Beweisen freigesprochen. Werner wurde zum Tode verurteilt und am 15. Januar 1945 im Zuchthaus Brandenburg-Görden hingerichtet. Kurz nach dessen Hinrichtung starb sie im Februar 1945, ihre genaue Todesursache ist unbekannt (Suizid oder Tod als Folge der Haftbedingungen).

## Gedenken
Am 9. Juni 2009 wurde von der Stadt Berlin ein Stolperstein vor ihrer Wohnung an der Kastanienallee 29 in Berlin-Prenzlauer Berg verlegt.